# Meotica stockmanni
Meotica stockmanni är en skalbaggsart som beskrevs av Jyrki E. Muona 1978. Meotica stockmanni ingår i släktet Meotica, och familjen kortvingar. Arten har ej påträffats i Sverige.